# 연상
연상(聯想, Association of ideas 또는 mental association)은 어떤 대상에 대한 유사성과 인접성을 근거로 한 사물의 심성을 다른 사물에 투영해 새로운 심상을 불러일으키는 것이다. 이것은 만일 어떤 원칙에 의해 연결이 된다면 하나의 생각이 의식 안에 있는 다른 생각을 쫒아간다는 것이다.  이 연상에 원칙은 크게 3가지인 데,  바로 유사성, 접근성, 대조성이다. 또한, 생각들과 행동간의 연상의 개념은 행동주의 사고에 빠른 자극을 주게 되어 있다.  이 연상주의자의 사고의 핵심 생각들이 인지 특히 의식에서 일어난다.   
데이비드 하틀리는 이 연상 과정 연구에 공헌한 인물로 그의 저서인 "인간에 대한 관찰"(1749)에서 영국의 심리학의 특징을 잘 드러내었다.    

## 같이 보기
- 후광 효과